# Porównanie topologii
Porównanie topologii – badanie relacji między dwiema topologiami w danym zbiorze. Jeżeli X jest zbiorem, to rodzina {\displaystyle {\mathfrak {T}}} wszystkich topologii jest częściowo uporządkowana przez relację zawierania. Dwie topologie {\displaystyle \tau _{1},\tau _{2}\in {\mathfrak {T}}} są więc
- nieporównywalne, gdy istnieją takie zbiory {\displaystyle F_{1}\in \tau _{1}} i {\displaystyle F_{2}\in \tau _{2},} że {\displaystyle F_{1}\notin \tau _{2}} i {\displaystyle F_{2}\notin \tau _{1}}
- porównywalne, gdy {\displaystyle \tau _{1}\subseteq \tau _{2}} lub {\displaystyle \tau _{2}\subseteq \tau _{1}.}

W szczególności, jeżeli topologie {\displaystyle \tau _{1}} i {\displaystyle \tau _{2}} są porównywalne, to mówi się, że {\displaystyle \tau _{2}} jest silniejsza, bogatsza bądź większa od {\displaystyle \tau _{1},} a {\displaystyle \tau _{1}} jest słabsza, uboższa bądź mniejsza od {\displaystyle \tau _{2},} gdy
{\displaystyle \tau _{1}\subseteq \tau _{2}.}

## Własności
Jeżeli{\displaystyle \tau _{1}\subseteq \tau _{2},} to słuszne są następujące stwierdzenia:
- Każdy zbiór otwarty w topologii {\displaystyle \tau _{1}} jest również otwarty w topologii {\displaystyle \tau _{2}.}
- Każdy zbiór domknięty w topologii {\displaystyle \tau _{1}} jest również domknięty w topologii {\displaystyle \tau _{2}.}
- Domknięcie zbioru otwartego w topologii {\displaystyle \tau _{1}} jest zawarte w domknięciu tego zbioru w topologii {\displaystyle \tau _{2}.}
- Przekształcenie tożsamościowe {\displaystyle \operatorname {id} _{X}\colon (X,\tau _{2})\to (X,\tau _{1})} jest ciągłe.
- Przekształcenie tożsamościowe {\displaystyle \operatorname {id} _{X}\colon (X,\tau _{1})\to (X,\tau _{2})} jest otwarte.

W szczególności, jeżeli {\displaystyle \sigma _{1},\sigma _{2}} są topologiami w zbiorze Y oraz funkcja {\displaystyle f\colon (X,\tau _{1})\to (Y,\sigma _{2})} jest ciągła, to jest również ciągła jako funkcja
- {\displaystyle f\colon (X,\tau _{1})\to (Y,\sigma _{1}),} gdy {\displaystyle \sigma _{1}\subseteq \sigma _{2},}
- {\displaystyle f\colon (X,\tau _{2})\to (Y,\sigma _{2}),} gdy {\displaystyle \tau _{1}\subseteq \tau _{2}.}

Rodzina {\displaystyle {\mathfrak {T}}} wszystkich topologii w zbiorze X uporządkowana przez relację zawierania ma element najmniejszy (jest nim topologia trywialna/antydyskretna) i największy (topologia dyskretna).

## Przykład
Jeżeli X jest przestrzenią unormowaną, to w jej przestrzeni sprzężonej można wprowadzić co najmniej trzy różne topologie:
- {\displaystyle \tau ^{*},} tzw. mocną topologię, czyli topologię wyznaczoną przez normę w {\displaystyle X^{*},}
- {\displaystyle (\tau ^{*})^{w},} słabą topologię w {\displaystyle X^{*},}
- {\displaystyle \tau ^{w^{*}},} topologię *-słabą.

Zachodzi między nimi następujący związek:
{\displaystyle \tau ^{w^{*}}\subseteq (\tau ^{*})^{w}\subseteq \tau ^{*}.}
Ogólniej, jeżeli {\displaystyle (X,Y)} jest parą dualną, to każda topologia liniowa w Y zgodna z dualnością jest mocniejsza od słabej topologii (w sensie dualności {\displaystyle (X,Y)}).

## Krata topologii
Rodzina {\displaystyle {\mathfrak {T}}} wszystkich topologii w zbiorze {\displaystyle X} tworzy kratę zupełną z działaniami
- {\displaystyle \tau _{1}\wedge \tau _{2}=\tau _{1}\cap \tau _{2},}
- {\displaystyle \tau _{1}\vee \tau _{2}=\bigcap \{\tau \in {\mathfrak {T}}\colon \tau _{1}\cup \tau _{2}\subseteq \tau \}}

dla {\displaystyle \tau _{1},\tau _{2}\in {\mathfrak {T}}.}
Krata ta na ogół nie jest komplementarna.